# Audi R18 RP6
Der Audi R18 RP6 ist ein von Audi Sport entwickelter und gebauter Sportwagen-Prototyp nach LMP1-Reglement. Der Wagen nahm in der Saison 2016 an der FIA-Langstrecken-Weltmeisterschaft (WEC) und dem 24-Stunden-Rennen von Le Mans teil. Er konnte die 6-Stunden-Rennen in Spa Francorchamps und Bahrain gewinnen, in Silverstone überquerte der Wagen zwar als erster die Ziellinie, wurde aber nachträglich wegen einer zu dünnen Bodenplatte disqualifiziert.
Es ist der letzte von Audi gebaute Prototyp vor dem Ausstieg der Marke aus der WEC.

## Entwicklung
Das Fahrzeug wurde am 22. März 2016 der Öffentlichkeit vorgestellt. Im Vergleich zum Vorjahresfahrzeug wurden zahlreiche Änderungen vorgenommen. Am auffälligsten ist dabei die für eine bessere Aerodynamik überarbeitete Front mit anders positionierten Scheinwerfern und die neue Nase, die an die eines Formel-1-Rennwagens erinnert. Das Hybridsystem wurde umfassend überarbeitet. Es werden jetzt Lithium-Ionen-Akkumulatoren verwendet; der Audi wurde daher in die Sechs-Megajoule-Klasse hochgestuft. Statt einem Sieben-Gang-Getriebe wie beim Vorgänger wurde ein Sechs-Gang-Getriebe verbaut.
Laut Audi ist der neue R18 leistungsstärker und effizienter als je zuvor. Der Name wurde auch geändert: Der neue R18 heißt nicht mehr Audi R18 e-tron quattro, sondern nur Audi R18.

## Fahrerbesetzung
Im Gegensatz zum Vorjahr, setzten Audi und Konzernschwester Porsche die ganze WEC-Saison über, somit auch während der 24 Stunden von Le Mans, nur zwei statt drei Fahrzeuge ein.
| Startliste      | Startliste            | Startliste   | Startliste | Startliste      | Startliste     | Startliste      |
| Nr.             | Team                  | Fahrzeug     | Reifen     | Fahrer          | Fahrer         | Fahrer          |
| --------------- | --------------------- | ------------ | ---------- | --------------- | -------------- | --------------- |
| WEC-Saison 2016 |                       |              |            |                 |                |                 |
| 7               | Audi Sport Team Joest | Audi R18 RP6 | M          | Marcel Fässler  | André Lotterer | Benoît Tréluyer |
| 8               | Audi Sport Team Joest | Audi R18 RP6 | M          | Lucas di Grassi | Loïc Duval     | Oliver Jarvis   |